# Bandy i Polen
Ett försök att introducera bandy i Polen gjordes 1980. I februari 2005 gjorde borgmästaren i Giżycko, med ställföreträdare, ett besök i Drammen under VM för pojkar. Redan den 14:e i samma månad besökte en svensk delegation Giżycko. En instruktörkurs genomfördes med deltagare från, förutom värdstaden, Węgorzewo, Wilkasy, Miłek, Kętrzyn, Pereł, Radzieje, Kartuzy och Krynica-Zdrój. Bandyspel utfördes på Piłsudski-torget i staden. En informell initiativgrupp inrättades för att skapa tre regionala sammanslutningar, för Ermland-Masuriens vojvodskap med säte i Giżycko, för Lillpolens vojvodskap med säte i Krynica-Zdrój och för Pommerns vojvodskap med säte i Kartuzy. Ett polskt bandyförbund bildades dagen efter, den 15 februari, med säte i Giżycko. 2006 deltog Polen för första gången i internationella sammanhang. Detta skedde i VM för P-15 som spelades i Edsbyn i Sverige. Polen förlorade båda sina matcher i turneringen, mot Estland respektive Kazakstan. Spelarna kom från Giżycko och Krynica-Zdrój. I den första staden planerades en konstfryst bana. Landet var medlem i Federation of International Bandy under ett antal år. Dock har Polen numera gått ur.